# Antiguraleus adcocki
Antiguraleus adcocki é uma espécie de gastrópode do gênero Antiguraleus, pertencente a família Mangeliidae.